# クローバー・クラブ
クローバー・クラブとは、ジンをベースとするカクテルであり、ディナーの際にオードブルやスープ代わりに提供される「クラブ・カクテル」の代表格とされる。

## 概要
アメリカ合衆国のフィラデルフィアにあった同名の男性向けクラブで禁酒法時代に考案された。

## レシピの例
国際バーテンダー協会によるレシピを以下に挙げる。
材料
- ジン - 45ml
- ラズベリーシロップ - 15ml
- レモンジュース - 15ml
- 卵白 - 数滴

作り方
1. 氷と共に全ての材料をよくシェイクし、カクテルグラスに注ぐ。
2. ラズベリーを飾る。

## 類似のカクテル
類似するカクテルにイギリスで誕生したピンク・レディーがある。
違いについては、「本来のピンク・レディーにはジュースを使わない」という意見や、「ピンク・レディーに使用するレモンジュースの容量が増えるとクローバー・クラブ」という意見もある。
チャールズ・シューマンによる『シューマンズ バー ブック』ではピンク・レディーはクローバー・クラブの別名であると記述されており、日本語訳注として日本で普及しているピンク・レディーのレシピと記載のクローバー・クラブのレシピが異なることを記している。